# 朱用纯

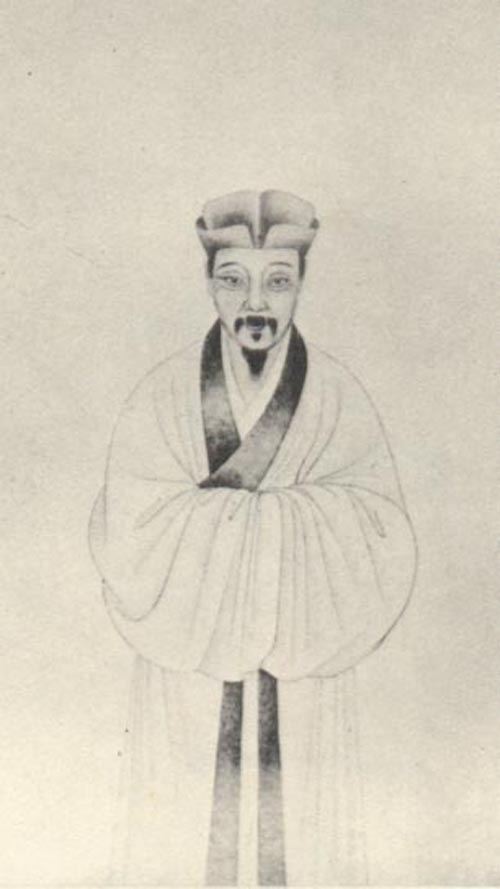
《清代學者像傳》之朱用純

朱用純（1627年5月29日—1698年5月16日），字致一，自號柏廬，江南昆山縣（今江蘇省昆山市）明末清初人。
朱用纯在明朝是诸生，入清后选择隐居教读，居乡教授学生，潜心治学。他以程朱理学为根本，提倡知行并进，躬行实践。朱用纯深感当时的教育方法使学生难以学到真实的学问，因此写了《辍讲语》，反躬自责，语颇痛切。他曾用精楷手写数十本教材用于教学，生平精神宁谧，严以律己，对当时愿和他交往的官吏、豪绅，以礼自持，刚正不阿。

## 生平
父朱集璜於弘光元年（1645年）於昆城抵抗清军，城破，投河死。
《崑山人物傳》載朱用純生於天啟七年（1627年）四月十五日，於戊寅年四月初七日去世。
明亡後隐居乡里，以教書為業，与杨无咎、徐枋并称“吴中三高士”。寫有《朱柏廬治家格言》，即今之《朱子家訓》：“黎明即起，灑掃庭除，要內外整潔。既昏便息，關鎖門戶，必親自檢點。”。
著有《刪補易經蒙引》、《四書講義》、《恥躬堂詩文集》、《愧訥集》等。
朱用纯的父亲朱集璜是明末学者，在清顺治二年（1645年）守昆城抵御清军时，城破后投河自尽。朱用纯因此昼夜恸哭，痛不欲生。当时他的弟弟用白、用锦尚幼，从商遗腹未生。他上侍奉老母，下抚育弟妹，播迁流离，备极艰辛。待局势稍定，才返故里。因为敬仰二十四孝中为怀念父亲王修而终生不面向西坐，还曾在父亲墓前攀柏悲号的王裒，就自己改号为柏庐。
朱用纯始终未入仕，一生教授乡里，向学者授以小学、《近思录》等。他潜心研究程朱理学，主张知行并进，躬行实践。康熙间坚辞博学鸿词之荐，与徐枋、杨无咎号称“吴中三高士”。康熙三十七年染疾，临别前嘱弟子：“学问在性命，事业在忠孝”。
朱用纯的著作包括《治家格言》、《愧讷集》、《大学中庸讲义》等，其中《治家格言》流传颇广，对后世有着深远的影响。